# Ana Muiña

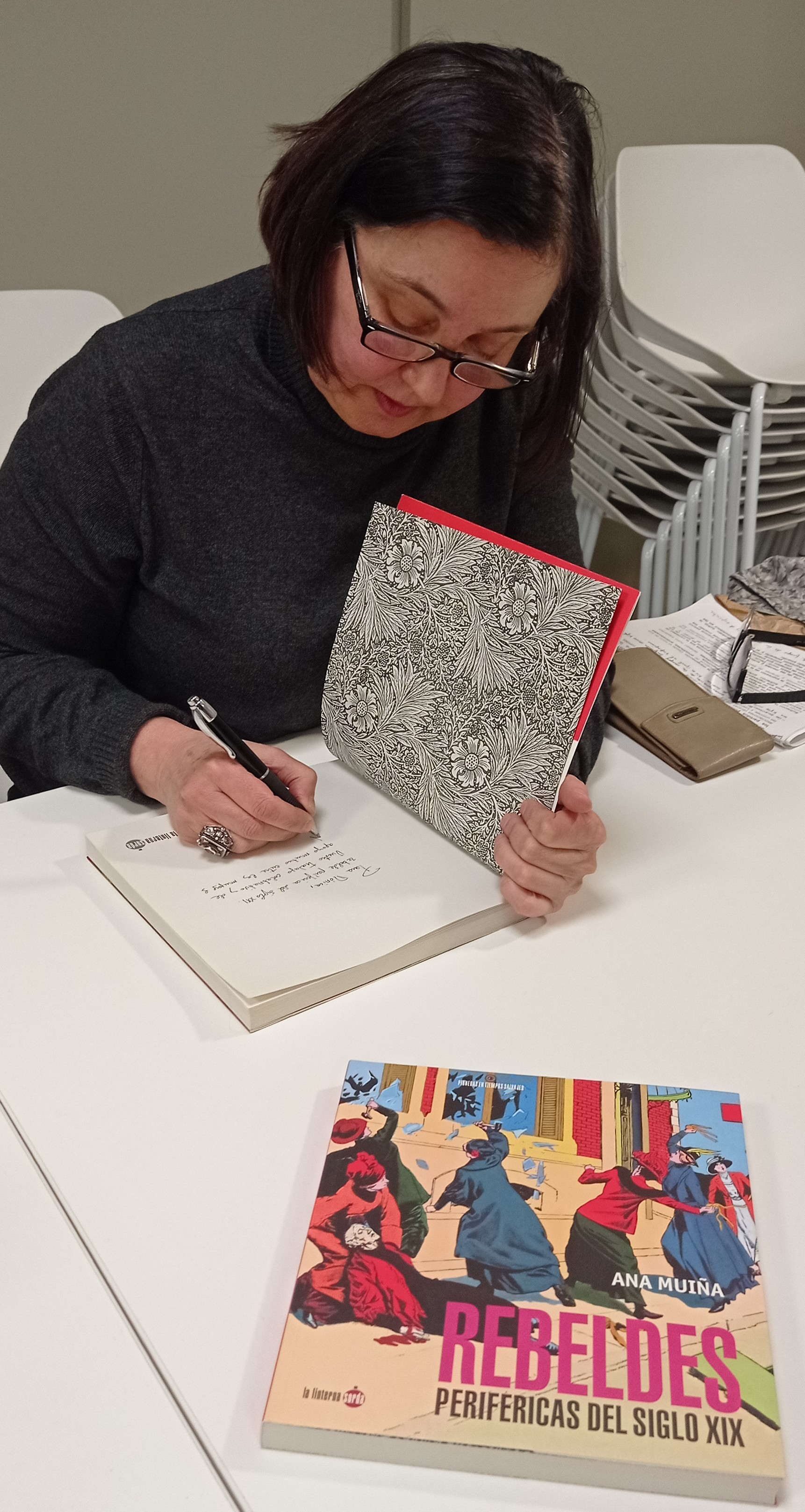
Ana Muiña

Ana Muiña Fernández (Santa Cruz de Tenerife, 1957) é uma historiadora, escritora e editora espanhola. Destaca-se também por seu trabalho como investigadora da História Social e dos movimentos sociais, em particular, os movimentos feministas.

## Carreira
Nasceu em Santa Cruz de Tenerife e muito cedo sua família mudou para Madrid, cidade onde desenvolveu toda sua trajetória vital e profissional.
Na adolescência, participou do movimento estudantil e do movimento sindical durante a Transição, no bairro de Vallecas, onde fez parte das Comissões de Parados. Participou da II Jornadas Estatais sobre a Mulher, celebradas em Granada em 1979, é militante ativa em coletivos de mulheres, entre outros em Vallecas, UMF (União de Mulheres Feministas), Fundação Mulheres, movimento anti-nuclear e antimilitarista (1980).
Apoia as causas que lhe parecem justas, como a greve dos trabalhadores do metro de Madrid em 2010
Fundadora e apresentadora do programa de rádio ‘Revolviéndolo todo’ (1984-85) na emissora alternativa de rádios livres, Rádio Zero, constituída pela Comissão Anti-Otan, e em Onda Verde (primeira rádio livre ecologista). Realizou um dos primeiros programas de rádio alternativo de conteúdo feminista misturado com a ecologia e o antimilitarismo, em Madrid.
Continua ativa com sua militância feminista e participa em jornadas e congressos, tais como Congresso Mundos de Mulheres, Universidade Complutense, em 2008, Congresso Centenário Hildegart Rodríguez Carballeira (2014), Jornadas de prevenção e eliminação da violência machista (2015),  Vozes Mediterrâneas V, 5º Congresso internacional, Intercultural sobre as mulheres no mediterrâneo na Universidade Internacional Menéndez Pelayo-Santander (2011).

## Atividade

### Investigadora
A investigação realizada sobre mulheres do século XIX, começa com o ano de 1930 e dirige-a para trás no tempo. Este estudo põe de manifesto como desde o século XIX, 350 mulheres que permanecem no esquecimento, contribuíram umas ideias avançadas tais como o feminismo, o antimilitarismo e pacifismo, o internacionalismo, o laicismo, o livre pensamento, o sindicalismo, a maternidade consciente,  aos movimentos sociais contemporâneos. Desta investigação surgiu “Rebeldes periféricas”. Ana Muiña diz “Los movimientos de mujeres libres del siglo XIX dejaron sembrado su ejemplo hasta ahora”.
Seus trabalhos e publicações, internacionalmente, são consultados, estudados e citados em trabalhos de mestrado e de doutoramento que versam sobre feminismo, comunicação e violência de género.

### Editora
- “Pioneras en tiempos salvajes” (historia feminista) com livros como: Emma Goldman. Anarquista de ambos mundos (2011) e Las noches oscuras de María de Cazalla (2011)
- “Espacios de Igualdad” (dedicada à comunicação e género).

#### Edição, Introdução e prólogo
- Bilis. Vómitos de tinta. Luis Bonafoux. (2009).[14]
- Puntos negros y otros artículos. José Nakens. (2009).[15]
- La Sangre de la Libertad. Albert Camus. (2013).[16]
- ¡España Libre!. Albert Camus. (2014).[17]
- La lectura es secreto. Rosa Chacel. Edição e introdução: Ana Muiña. (2014).[18]
- La literatura rusa, Los ideales y la realidad. Piotr Kropotkin.[19]
- Edición e introducción: Ana Muiña. (2014). Segunda edição.[20]
- Aurora de sangre. Vida y muerte de Hildegart. Eduardo de Guzmán. (2014). Edição e introdução: Ana Muiña.[21]
- ¡Escucha, hombrecillo!. Discurso sobre la mediocridad. Wilhelm Reich.(2015)[22]
- Esplendor en la noche. Vivencias de Mayo del 68. Co-autora e co-editora. (2017).[23]

### Escritora

#### Livros
- Esplendor en la noche. Vivencias de Mayo del 68. Co-autora e co-editora. (2017).
- Mina Loy. Futurismo Dadá Surrealismo. (2016)...[24]
- La gran guerra y los movimientos antimilitaristas internacionales de mujeres. Emma Goldam y Louise Bryan t. Mujeres, comunicación y conflictos armados. Co-autora, edição e desenho gráfico do livro. (2016)..[25]
- Mujeres y comunicación. Co-autora, edição e desenho gráfico. (2015).[26]
- Rebeldes periféricas del siglo XIX. (2008).[10][27]

#### Artigos
- La mujer más peligrosa de Estados Unidos. Emma Goldman.[28]
- José Nakens. Semblanza de un lúcido maestro de periodismo.[29]
- Apuntes sobre la historia del anticlericalismo español. Las religiones degradan y embrutecen.[30]
- Las madrigueras del oscurantismo.[31]
- Biografía de Mujeres Andaluzas (BMA)

#### Imprensa
- Tem colaborado no Diario 16, Cambio 16, El País, El Europeo, Vogue…

### Docência
- Cursos de pós-graduação: Título de Especialista. Agente para la detección en violencia de género. Universidad Complutense, años académicos 2009-2010,[32] 2010-2011, 2011-2012, 2013-2014[33]
- Cursos de verão da Universidade Complutense, El Escorial: 2014. Mujeres, Comunicación y Conflictos armados. Desde la Primera guerra mundial hasta hoy.[34][35]
- Cursos de verão da Universidade Internacional Menéndez Pelayo, Santander. “Voces mediterráneas V. La memoria de las mujeres” Santander, 13-15 julio de 2011[36]

#### Conferências, colóquios, entrevistas
- Velada Dadá (2017).[37]
- Participación en el documental Eduardo de Guzmán, El Literato Anarquista.[38]
- Mujeres pioneras en tiempos salvajes.[10]
- Memorables, Insignes e Intrépidas, 1870-1931, Asociación Museo de Hechos y Derechos de las mujeres,  Alicante (2016).[39][40]
- Coloquio “Redes comunitarias de mujeres. El apoyo mutuo como estrategia”(2015)[41]
- SANGRE FUCSIA #105 – EDITORAS EN LA NOCHE DE LOS LIBROS.[42]
- SANGRE FUCSIA #68 – HILDEGART RODRÍGUEZ, LA VIRGEN ROJA.[43]
- Charla – Debate: Mujeres en los movimientos sociales contemporáneos.[44]
- Presentación del libro “Los Coppola, una familia de cine” en La Casa Encendida.[45]
- Mujeres en pie de guerra. Tolerancia cero. RTVE.es A la Carta.[46]
- Un Programa feminista. Entrevista en de Radio 3 El postre - 08/10/08.[47]